# Tortula podocarpi
Tortula podocarpi är en bladmossart som beskrevs av Brotherus 1902. Tortula podocarpi ingår i släktet tussmossor, och familjen Pottiaceae. Inga underarter finns listade i Catalogue of Life.